# Sunwing Airlines
Sunwing Airlines war eine kanadische Charterfluggesellschaft mit Sitz in Toronto und eine Tochtergesellschaft der Sunwings Vacations (einer Tochtergesellschaft von WestJet, vormals 49-%-Tochter von TUI).

## Geschichte
Der Reiseveranstalter Sunwing Vacation nahm den Flugbetrieb mit der eigenen Chartergesellschaft Sunwing Airlines im November 2005 auf und bot zunächst Flüge von Kanada nach Mexiko, der Dominikanischen Republik, Kuba, der Karibik und nationale Ziele an.
Im März 2013 wurde die Einstellung der saisonalen Flüge nach Europa, darunter nach Rom und Barcelona, bekannt gegeben.
Im März 2022 wurde bekannt gegeben, dass WestJet die Fluggesellschaft übernehmen will. Der Vollzug der Übernahme wurde am 1. Mai 2023 bekannt gegeben.

## Flugziele
Sunwing Airlines flog von verschieden kanadischen Flughäfen zu Zielen in Mittelamerika. Außerdem wurden Orlando und Aruba angeflogen.

## Flotte

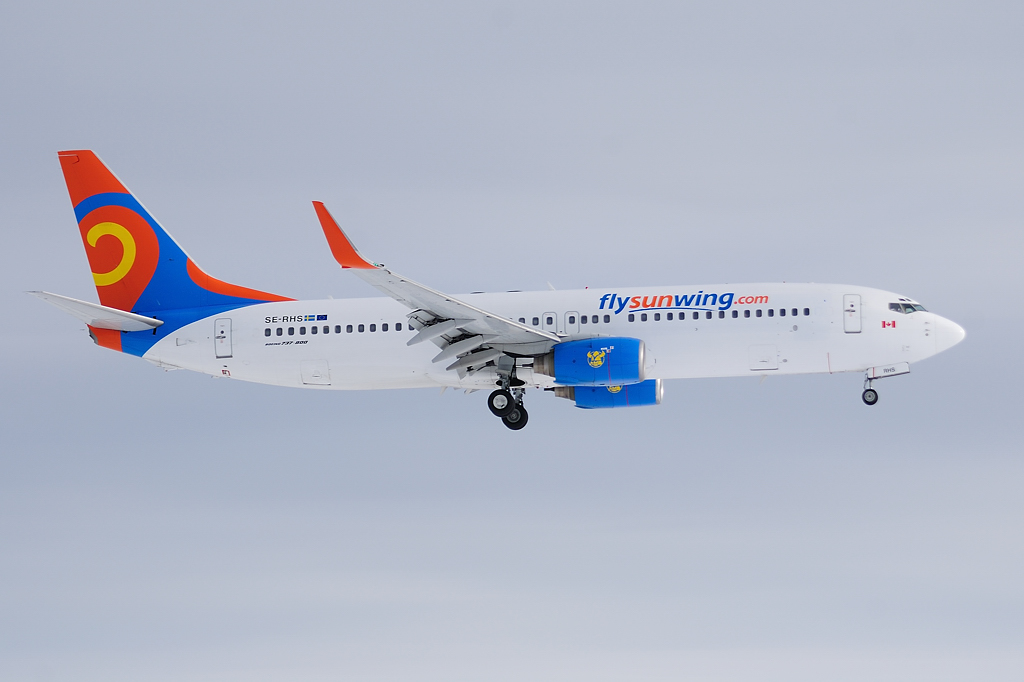
Boeing 737-800 in älterer Lackierung

Mit Stand Mai 2025 bestand die Flotte der Sunwing Airlines aus neun Flugzeugen mit einem Durchschnittsalter von 12,9 Jahren:
| Flugzeugtyp      | Anzahl | bestellt | Anmerkungen               | Sitzplätze | Durchschnittsalter |
| ---------------- | ------ | -------- | ------------------------- | ---------- | ------------------ |
| Boeing 737-800   | 8      |          | mit Winglets ausgestattet | 189        | 13,7 Jahre         |
| Boeing 737 MAX 8 | 1      |          |                           | 189        | 07,0 Jahre         |
| Gesamt           | 9      | -        |                           |            | 12,9 Jahre         |

### Ehemalige Sonderbemalungen
| Flugzeugtyp      | Luftfahrzeugkennzeichen | Bemalung                  | Zeitraum                | Bild |
| ---------------- | ----------------------- | ------------------------- | ----------------------- | --- |
| Boeing 737 MAX 8 | C-FAXD                  | „Planet Hollywood“        | März 2019 bis Mai 2025  | Bild gesucht Die Wikipedia wünscht sich an dieser Stelle ein Bild. Falls du dabei helfen möchtest, erklärt die Anleitung , wie das geht. |
| Boeing 737 MAX 8 | C-GMXB                  | „Royalton Luxury Resorts“ | Mai 2018 bis April 2025 | Bild gesucht Die Wikipedia wünscht sich an dieser Stelle ein Bild. Falls du dabei helfen möchtest, erklärt die Anleitung , wie das geht. |

### Ehemalige Flotte
Zuvor betrieb Sunwing Airlines unter anderem auch folgenden Flugzeugtypen:
- Boeing 767-300

## Zwischenfälle
- Am 25. Juli 2014 musste eine Boeing 737-800 auf dem Flug vom Toronto Pearson International Airport zum panamaischen Scarlett Martínez International Airport nach Toronto zurückkehren, nachdem ein Passagier eine Bombendrohung ausgesprochen hatte. Das Flugzeug wurde von einem Flugzeug der United States Air Force eskortiert und landete sicher.[7] Der Passagier wurde festgenommen und soll einer Untersuchung durch medizinisches Personal zufolge psychisch krank gewesen sein. Derselbe Flug hatte erneut Verspätung, nachdem ein Passagier ohnmächtig wurde.[8]